# Caliboro
Caliboro (del mapudungún: Kaliboro ‘coru y calil, significa hueso de carne humana.’) es una localidad rural chilena de la Provincia de Linares, Región del Maule, localizada al suroeste de San Javier de Loncomilla, a cuya comuna pertenece. Es accesible por caminos vecinales que parten de la "Ruta Los Conquistadores", como del mismo modo cruzando el puente Sifón (que lo une con Linares) como la balsa fluvial ubicada en las proximidades del pueblo de Villaseca. Esta localidad agro-silvícola se ubica a 45 km de Linares, a 37 km de San Javier y a 50 km de Cauquenes. De acuerdo al Censo de Población de 2002 efectuado por el INE, Caliboro tiene 385 viviendas y 1.188 habitantes, todos rurales. Se localiza aproximadamente a una latitud de 35.83° S y a una longitud de 71.91° W.

## Historia
Caliboro en mapudungún significa huesos frescos o hueso duro. Los reputados viñedos y bodegas locales están considerados entre los más alejados de centros poblados, en Chile.
La localidad, pese a los efectos del paso del tiempo y los movimientos sísmicos, conserva casas de adobe, blanqueadas con cal, techumbre tejada, con largos corredores de ladrillos, y jardines que prosperan a pesar de la escasez de agua. 

### Diccionario Geográfico de Chile (1897)
Calivoro.-—Fundo del departamento de Loncomilla, próximo al E. de su aldea del Carrizal é inmediato á la ribera occidental del río Loncomilla. El nombre, compuesto de coru y calil, significa hueso de carne humana. 
Francisco Solano Asta-Buruaga y Cienfuegos, Diccionario Geográfico de la República de Chile (1897 ) 

### El Torito de Caliboro
Un personaje de la mitología tradicional del centro de Chile es El Torito de Caliboro, cuya leyenda forma hoy parte de libros para niños y de juguetes educativos.

### Terremoto de Chile de 2010
Caliboro, así como la mayoría de las localidades de la Región del Maule, fue gravemente afectado por el terremoto de Chile de 2010, ocasión en la cual hubo pérdida de vidas y destrucción de la estructura escolar.